# Sciara hendersoni
Sciara hendersoni är en tvåvingeart som beskrevs av Edwards 1928. Sciara hendersoni ingår i släktet Sciara och familjen sorgmyggor. Inga underarter finns listade i Catalogue of Life.